# Shōnen-ai

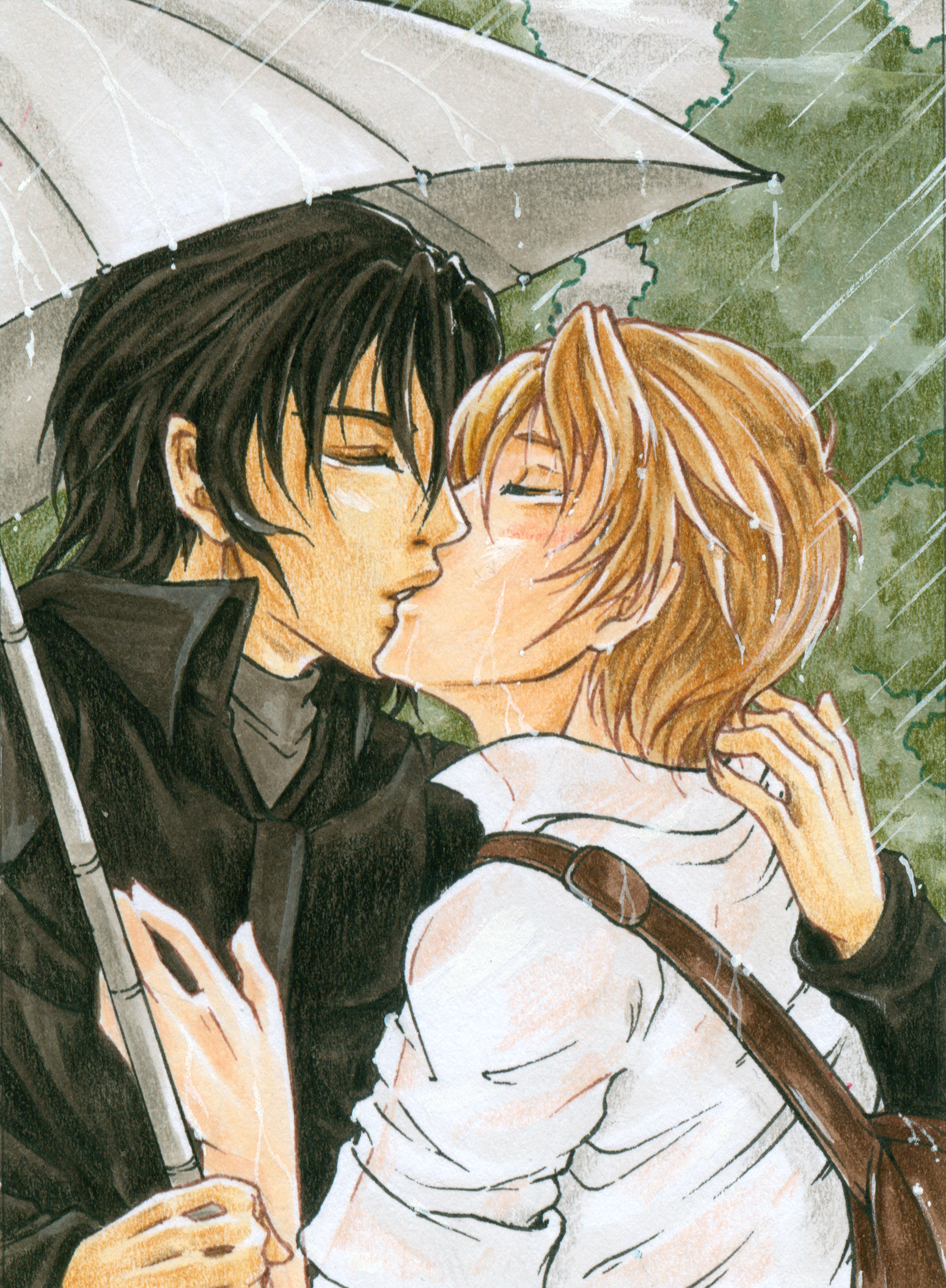
Ilustración que muestra a dos jóvenes besándose. El shōnen-ai tiende a representar una relación menos explícita que el yaoi.

Shōnen-ai (少年愛 lit. Amor de chicos?) es un término japonés utilizado para denotar a un género de manga y anime que posee como temática principal relaciones románticas entre dos individuos de sexo masculino, generalmente sin contenido sexual explícito. 

## Etimología
El término shōnen-ai proviene del japonés, específicamente de la unión de las palabras shōnen (少年) que significa chico y ai (愛), que se traduce como amor. El término bishōnen ai (美少年愛) suele ser aplicado al shōnen-ai debido a que este género se basa en el bishōnen, la representación artística de varones jóvenes atractivos en el manga. A su vez, Bishōnen ai proviene de la palabra bishōnen (美少年, lit. «chico hermoso»).

## Historia
Desde la consolidación del shōjo (manga dirigido a un público adolescente femenino) entre la década de los 60 y los 70, apareció un nuevo mercado en el manga que abordaba las relaciones homosexuales, conocido como yaoi. El shōnen-ai suele ser considerado un subgénero del shōjo porque, inicialmente fue desarrollado para el público femenino por abordar temas más sentimentales y menos sexuales que el yaoi. El término se refería originalmente al amor entre adolescentes de carácter inofensivo e inocente.
El shōnen-ai al igual que el Bishōnen-ai son subgéneros del manga shōjo, dirigido a chicas jóvenes. A pesar de su concepción del shōjo, ya no es considerado como tal desde hace décadas, es regularmente más asociado con el yaoi y otros subgéneros de este como el shotacon.

### Características
El shōnen-ai regularmente presenta relaciones homosexuales entre dos adolescentes, aunque puede presentar otras combinaciones como un hombre adulto y un adolescente, o dos adultos. Se caracteriza por solo exponer demostraciones de afecto verbales y corporales mínimas, es decir, que no llegan a lo sexual, centrándose más en la temática romántica e inocente.
Este género, como muchos otros, utiliza la técnica del bishōnen para hacerlo más atractivo al público femenino. Normalmente representa a los personajes como jóvenes inocentes e ignorantes en temas sentimentales y temas sexuales. El kemonomimi es un elemento muy común en estas historias.
Como se menciona anteriormente, el shōnen-ai y el bishōnen-ai se diferencian del yaoi porque muestran relaciones de forma menos explícitas. Pero, mientras que la historia del shōnen-ai se centra en la relación entre los personajes principales, el bishōnen-ai pone la temática homosexual en segundo plano. Al igual que el shōjo-ai, el shōnen-ai se centra principalmente en las emociones de los personajes, generándose comúnmente relaciones dramáticas, aunque no siempre es el caso.

## Demografía
Se espera que el shōnen-ai atraiga, en su mayoría, a un público femenino. Muchos entusiastas sostienen que esto se debe a la belleza de los personajes, así como también a las representaciones del amor. Algunos sostienen que, debido a que el shōnen-ai excluye a las mujeres de la relación, es sexualmente libre de amenazas al público femenino, mientras que otros aseguran que es perfectamente natural que las mujeres sean atraídas por la idea del amor y las relaciones sexuales entre hombres.
El género ha encontrado una gran cantidad de público en Estados Unidos. De acuerdo con Nielsen BookScan, los volúmenes de la serie de manga Gravitation han vendido más de 230.000 copias. Es popular en todo el mundo y en muchos idiomas, también posee aficionados en los países donde la población tiene acceso a Internet, donde se distribuyen copias piratas, tanto de mangas como de anime.
Un próspero mercado para los dôjinshis de temática homosexual ha crecido recientemente en Japón, principalmente debido a Comiket, una gran convención anual que reúne a muchos aficionados y artistas.
Las revistas de manga que incluyen mangas con romance shōnen-ai son Gekkan Asuka (de la editorial Kadokawa Shoten) y Wings (de la editorial Shinshokan). Estas revistas están dirigidas a un público adolescente femenino.